# American School of Paris
L'American School of Paris (ASP), créée en 1946, est une école internationale mixte et indépendante située à Saint-Cloud, en France, dans l'agglomération parisienne.
L'école compte plus de 800 élèves de la maternelle à la terminale et post-bac. Situé sur un campus privé de 40 000 m2 à la périphérie de Paris, ASP offre une éducation américaine à un corps élève international de plus de 50 nationalités.

## Aperçu de l'école
L'ASP est organisée en trois divisions : école élémentaire (de la petite enfance à la 5e année, soit de 3 à 10 ans), école secondaire (de la 6e à la 8e année, soit de 11 à 13 ans) et école supérieure (de la 9e à la 12e année et post-Bac, ou 14-18 ans). Environ un tiers des élèves sont américains et 17 % sont français. L'autre moitié des élèves viennent de plus de 50 pays.
Environ 75 % des élèves sont des expatriés dont les parents exercent des fonctions diplomatiques ou d'entreprises en région parisienne. ASP offre une éducation transportable, ainsi les élèves sont en mesure de faire la transition depuis et vers les écoles aux États-Unis et ailleurs avec peu de perturbations.
Les classes sont petites et, à l'exception des cours de langues étrangères, sont dispensées en anglais. L'ASP accepte les élèves qui ne parlent pas anglais jusqu'à l'âge de 8 ans et propose des programmes complets de soutien pour l'apprentissage de l'anglais comme langue supplémentaire (EAL) pour ces élèves, ainsi que d'autres services de soutien pour les élèves de la 3e à la 12e année. Les diplômés ASP peuvent s'inscrire dans des collèges et universités aux États-Unis et dans le monde.